# Scuol
Scuol (tyska Schuls) är en ort och kommun i regionen Engiadina Bassa/Val Müstair i den schweiziska kantonen Graubünden. Kommunen har 4 572 invånare (2023) och omfattar mellersta delen av dalen Engiadina Bassa och fick sin nuvarande omfattning år 2015, då kommunerna Ardez, Ftan, Guarda, Sent och Tarasp införlivades. Därmed fördubblade Scuol sin befolkning, och blev den största kommunen med rätoromansk majoritetsbefolkning samt den till ytan största kommunen i Schweiz.
Centralorten Scuol är sedan lång tid administrativ och ekonomisk huvudort för hela dalen.

## Språk
Det traditionella språket i Scuol är det rätoromanska idiomet vallader, som alltjämt är kommunens administrationsspråk och undervisningsspråk i samtliga skolor. Under 1900-talet har tyska språket vunnit allt större insteg, främst i Tarasp och centralorten Scuol, och är numera huvudspråk för omkring en tredjedel av kommunens invånare. Merparten av de tysktalande behärskar dock även rätoromanska.

## Religion
Samtliga kyrkor i den nuvarande kommunen blev på 1500-talet reformerta, med undantag för Tarasp, som hörde till Österrike ända fram till 1803 och därför förblev katolskt. Religionsfrihet och ökad mobilitet har dock medfört att det numera finns en stor reformert minoritet i Tarasp, och likaledes betydande katolska minoriteter i de reformerta kommundelarna. Katolska kyrkor har därför återigen byggts i Ardez (1871) och Scuol (1896).